# Scotorythra metacrossa
Scotorythra metacrossa är en fjärilsart som beskrevs av Edward Meyrick 1899. Scotorythra metacrossa ingår i släktet Scotorythra och familjen mätare. Inga underarter finns listade.